# بنخوسار
بِنِخوسار (به اسپانیایی: Benejúzar) دهستانی در استان آلیکانتهٔ اسپانیا است.
در این دهستان ۵٬۴۷۲ نفر زندگی می‌کنند. مساحت این دهستان ۹٫۳۵ کیلومتر مربع است.